# Серхі Гвардіола
Серхі Гвардіола (ісп. Sergi Guardiola, нар. 29 травня 1991, Манакор) — іспанський футболіст, нападник клубу «Реал Вальядолід».

## Ігрова кар'єра
Народився 29 травня 1991 року в містечку Манакор на Майорці. Вихованець юнацьких команд футбольних клубів «Юмілла» та «Лорка Депортіва».
У дорослому футболі дебютував 2009 року виступами за команду «Лорка Депортіва», в якій провів один сезон. Згодом захищав кольори низки команд третього іспанського дивізіону.
2016 року став гравцем вищолігової «Гранада», за головну команду якої провів одну гру у Ла-Лізі, утім здебільшого грав за другу команду, а невдовзі був відданий в оренду до австралійського «Аделаїда Юнайтед», а згодом до клубу «Реал Мурсія».
Згодом був гравцем «Кордови» з третього дивізіону, а на початку 2019 року став гравцем вищолігового клубу «Реал Вальядолід», у команді якого нарешті отримав постійну ігрову практику на рівні Прімери.